# 올리비에 샤프터
올리비에 샤프터(독일어: Olivier Schaffter, 1964년 10월 7일~)는 스위스의 전직 유도 선수이다. 1988년 하계 올림픽과 1992년 하계 올림픽에 참가했고 유럽 선수권 대회 은메달 1개를 획득했다.